# Karakulinskij rajon
Il Karakulinskij rajon (in russo Каракулинский район?, in lingua udmurta Каракулино ёрос) è un municipal'nyj rajon della Repubblica Autonoma dell'Udmurtia, in Russia. Istituito il 4 novembre 1926, occupa una superficie di 1 192,56 chilometri quadrati, ha come capoluogo il villaggio di Karakulino e una popolazione di 10 471 abitanti. Il distretto è suddiviso in 12 comuni rurali. Il confine orientale del distretto corre lungo il fiume Kama.